# 7.º Parlamento de Malasia
La séptima legislatura del Parlamento de Malasia comenzó el 6 de octubre de 1986 cuando, tras realizarse elecciones federales, se constituyó el Dewan Rakyat (Cámara de Representantes) compuesto por 177 miembros. Sostuvo al tercer gobierno de Mahathir Mohamad, en el poder desde 1981.  Al igual que todas las legislaturas de Malasia entre 1974 y 2008, mantuvo una mayoría de dos tercios de la coalición Barisan Nasional (Frente Nacional), esta vez con 148 escaños. Fue la primera legislatura en contar con un representante único para la circunscripción de Labuán, convertida ahora en un Territorio Federal. Fue también la única hasta la actualidad en la que dicha circunscripción no estuvo representada por un miembro del Barisan Nasional.
Se disolvió un día antes de cumplir los cuatro años y exactamente un año y un día antes de su disolución constitucional obligatoria, el 5 de octubre de 1990, dando paso a nuevas elecciones.

## Composición
| Estado          | BN      | DAP    | PAS   | Independientes |
| --------------- | ------- | ------ | ----- | -------------- |
| Perlis          | 2/2     | 0/2    | 0/2   | 0/2            |
| Kedah           | 14/14   | 0/14   | 0/14  | 0/14           |
| Kelantan        | 12/13   | 0/13   | 1/13  | 0/13           |
| Terengganu      | 8/8     | 0/8    | 0/8   | 0/8            |
| Penang          | 5/11    | 6/11   | 0/11  | 0/11           |
| Perak           | 19/23   | 4/23   | 0/23  | 0/23           |
| Pahang          | 10/10   | 0/10   | 0/10  | 0/10           |
| Selangor        | 12/14   | 2/14   | 0/14  | 0/14           |
| Kuala Lumpur    | 3/7     | 4/7    | 0/7   | 0/7            |
| Negeri Sembilan | 5/7     | 2/7    | 0/7   | 0/7            |
| Malacca         | 4/5     | 1/5    | 0/5   | 0/5            |
| Johor           | 14/16   | 2/16   | 0/16  | 0/16           |
| Labuán          | 0/1     | 0/1    | 0/1   | 1/1            |
| Sabah           | 15/20   | 4/20   | 0/20  | 1/20           |
| Sarawak         | 21/24   | 1/24   | 0/24  | 2/24           |
| Total           | 148/177 | 24/177 | 1/177 | 4/177          |